# حافة (حديبو)

تعديل مصدري - تعديل

حافة إحدى قرى مديرية حديبو التابعة لمحافظة سقطرى، بلغ تعداد سكانها 422 نسمة حسب تعداد اليمن لعام 2004.